# معاهدة لندن البحرية الثانية

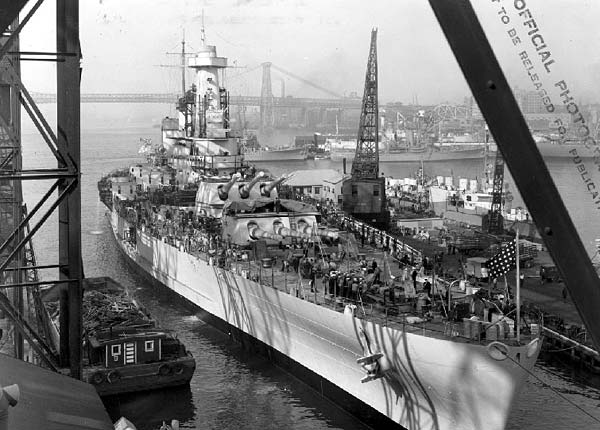
كان نزوح فئتي نورث كارولينا (الموضحة في الصورة هي يو إس إس نورث كارولينا) وساوث داكوتا محدودًا بموجب معاهدة لندن البحرية الثانية.

كانت معاهدة لندن البحرية الثانية معاهدة دولية تم توقيعها نتيجة لمؤتمر لندن الثاني لنزع السلاح البحري الذي عقد في لندن. بدأ المؤتمر في 9 ديسمبر 1935 وتم التوقيع على المعاهدة من قبل الدول المشاركة في 25 مارس 1936.

## معاهدة
كان الموقعون على المعاهدة هم فرنسا والولايات المتحدة ومعظم أعضاء الكومنولث البريطاني: أستراليا وكندا والهند ونيوزيلندا والمملكة المتحدة (نيابة عن نفسها وعن "جميع أجزاء الإمبراطورية البريطانية التي ليست أعضاء منفصلين في عصبة الأمم"). رفضت دولتان من دول الكومنولث التوقيع: جنوب أفريقيا والدولة الأيرلندية الحرة،  ورفضت الأخيرة التوقيع لأنها لم تكن تمتلك بحرية.  انسحبت اليابان، الدولة الموقعة على معاهدة لندن البحرية الأولى والتي كانت بالفعل في حالة حرب على البر الرئيسي الآسيوي، من المؤتمر في 15 يناير. ورفضت إيطاليا أيضًا التوقيع على المعاهدة، ويرجع ذلك إلى حد كبير إلى الجدل الدائر حول غزوها للحبشة (إثيوبيا)؛ حيث كانت إيطاليا تحت عقوبات من عصبة الأمم.
وكان المؤتمر يهدف إلى الحد من النمو في الأسلحة البحرية حتى انتهاء مدته في عام 1942. إن غياب اليابان (قوة بحرية ذات أهمية كبيرة) منع التوصل إلى اتفاق بشأن تحديد سقف لأعداد السفن الحربية. وقد وضعت المعاهدة حدًا أقصى لحجم سفن الموقعين، وكذلك الحد الأقصى لعيار المدافع. أولاً، كانت السفن الرئيسية مقيدة بـ 35,000 طن كبير (35,562 t) الإزاحة القياسية ومدافع بعيار 14 بوصة (356 مم). ومع ذلك، تم تضمين ما يسمى بـ"بند التصعيد" بناء على إلحاح المفاوضين الأميركيين في حالة رفض أي من البلدان التي وقعت على معاهدة واشنطن البحرية الالتزام بهذا الحد الجديد. سمح هذا البند للدول الموقعة على معاهدة لندن الثانية - فرنسا والمملكة المتحدة والولايات المتحدة - برفع الحد الأقصى للمدافع من 14 بوصة إلى 16 بوصة إذا استمرت اليابان أو إيطاليا في رفض التوقيع بعد 1 أبريل 1937.
كما لا يمكن أن يزيد حجم الغواصات عن 2000 طن أو أن يكون لديها أي تسليح مدفعي أكبر من 5.1 بوصة، وكانت الطرادات الخفيفة مقيدة بـ 8000 طن ومدافع 6.1 بوصة (155 ملم) أو أصغر وكانت حاملات الطائرات مقيدة بـ 23,000 طن. ومع ذلك، أعطت المادة 25 الحق في تجاهل القيود إذا سمحت أي دولة أخرى أو شيدت أو استحوذت على سفينة حربية أو حاملة طائرات أو غواصة تتجاوز حدود المعاهدة، وإذا كان مثل هذا التجاوز ضروريًا للأمن القومي. لهذا السبب، اتفقت أطراف المعاهدة في عام 1938 على حد إزاحة جديد يبلغ 45,000 طن للبوارج، حيث فقدت الطرادات الحربية المنكوبة بالفعل حظوتها.
انتهت معاهدة لندن البحرية فعليًا في الأول من سبتمبر 1939 مع بداية الحرب العالمية الثانية. وحتى خلال فترة فعاليتها القصيرة المفترضة، تم بناء أو وضع ثلاث فئات من السفن الحربية "المعاهدة" بموجب القيود المفروضة عليها، وهي فئات الملك جورج الخامس، وكارولينا الشمالية، وساوث داكوتا. تم البدء في تصميم فئتي الملك جورج الخامس وكارولينا الشمالية قبل تفعيل بند التصعيد، حيث كان من المفترض أن تكون مسلحة بمدافع عيار 14 بوصة ومحمية ضدها. ورفضت المملكة المتحدة الاستعانة بهذا البند، لأن إعادة تصميم السفن وتطوير المدافع المقترحة مقاس 15 بوصة كان من شأنه أن يؤخر البناء لمدة 18 شهراً، وبما أن هناك حاجة ماسة إلى هذه البوارج الجديدة، فقد اعتُبر من الحكمة بناء سفن جاهزة بالفعل بمدافع مقاس 14 بوصة، حتى لو كان ذلك يعني قبول خفض القوة النارية مقارنة بالخصوم. استندت الولايات المتحدة إلى بند التصعيد بعد وضع عوارض السفينة للفئة كارولينا الشمالية، حيث تم تصميم الفئة منذ البداية لتكون مسلحة بمدافع من البطارية الرئيسية الأصلية مقاس 14 بوصة مع تعديلات طفيفة، لذلك تم استكمالها بمدافع مقاس 16 بوصة لأن الولايات المتحدة قادرة على تحمل التأخير. ومع ذلك، كانت السفينة المكتملة عبارة عن سفينة حربية غير متوازنة لأن مخطط دروعها لم يكن مقاومًا لتسليحها الرئيسي المعزز بالأسلحة، لذلك لم يتم طلب المزيد من السفن من طراز نورث كارولينا. تم تصميم البوارج الأربع من فئة ساوث داكوتا وحمايتها ضد المدافع مقاس 16 بوصة، لكنها حافظت على إزاحة 35,000 طنًا، لذا فإن هذا يستلزم هيكلًا أقصر مما جعل السفينة مضغوطة ومكتظة. لم تعد السفينة آيوا مقتصرة على معاهدة لندن البحرية الثانية ولكنها لا تزال مقيدة بضرورة المرور عبر قناة بنما، حيث بدأ تصميمها في عام 1938 وتم تقديم طلباتها في عام 1939؛ بمدافع محسنة مقاس 16 بوصة وسرعة أكبر وإزاحة 45,000 طن.
أعلنت المادة 22 من معاهدة لندن لعام 1930 المتعلقة بالحرب البحرية أن القانون الدولي (ما يسمى "قواعد الطراد") ينطبق على الغواصات وكذلك على السفن السطحية. كما أن السفن التجارية غير المسلحة التي لم تظهر "رفضًا مستمرًا للتوقف... أو مقاومة نشطة للزيارة أو التفتيش" لا يمكن إغراقها دون نقل أطقم السفن والركاب أولاً إلى "مكان آمن" (حيث لا تتأهل قوارب النجاة، إلا في ظروف معينة). وأكدت معاهدة عام 1936 أن المادة 22 من معاهدة عام 1930 ظلت سارية المفعول، و"تمت دعوة جميع القوى الأخرى للتعبير عن موافقتها على القواعد المنصوص عليها في هذه المادة". وقد أصبح هذا البروتوكول معروفًا باسم بروتوكول لندن للغواصات، وفي النهاية انضمت إليه أكثر من خمس وثلاثين دولة، بما في ذلك الولايات المتحدة وبريطانيا وألمانيا واليابان. كان هذا البروتوكول هو الذي استُخدم في محاكمة كارل دونيتز في نورمبرغ بعد الحرب العالمية الثانية لإصداره الأمر بشن حرب غواصات غير مقيدة. لم تحظر هذه القواعد تسليح السفن التجارية، ولكن وفقًا لدونيتز، فإن تسليحها، أو جعلها تبلغ عن الاتصال بالغواصات (أو الغزاة)، جعلها في الواقع قوات مساعدة بحرية وأزال الحماية التي توفرها قواعد الطرادات. وقد أدى هذا إلى جعل القيود المفروضة على الغواصات غير ذات جدوى فعليًا.

## الحواشي
1. ↑  O'Connell، D. P. (يناير 1957). "The Crown in the British Commonwealth". International and Comparative Law Quarterly. ج. 6 ع. 1: 115. DOI:10.1093/iclqaj/6.1.103.
2. ↑  de Valera, Éamon (18 Jun 1936). "Committee on Finance; Vote 67—External Affairs". Dáil Éireann (8th Dáil) debates (بen-ie). Houses of the Oireachtas. Retrieved 2020-07-15. At the opening meeting of the conference, the Saorstát delegate made it clear that Saorstát Eireann was participating in it because, by an article of the Treaty of 1930, all the signatories had undertaken to meet in conference before the Treaty of 1930 terminated— that is to say, before December of 1936. The Saorstát Government had made it clear that, in their view, the conference on naval limitations should be confined to naval powers, and that as Saorstát Eireann had no navy and was not working on a naval programme, there was no reason for its participation in the conference other than for the reasons stated.{{استشهاد ويب}}:  صيانة الاستشهاد: لغة غير مدعومة (link)

## روابط خارجية
- النص الكامل للمعاهدة